# Sgt. Pepper's Lonely Hearts Club Band (película)
Sgt. Pepper's Lonely Hearts Club Band es una película estadounidense de 1978 dirigida por Michael Schultz y escrita por Henry Edwards. La película es presentada de forma similar a una ópera rock, acompañada de canciones de Los Beatles, con George Burns recitando algunas líneas para clarificar la temática de la historia.
Además de sus protagonistas, aparecen personalidades invitadas como Elvin Bishop, Jack Bruce, Keith Carradine, Rick Derringer, José Feliciano, Heart, Curtis Mayfield, John Mayall, Bonnie Raitt, Al Stewart y Hank Williams, Jr.

## Reparto
- Actores: Donald Pleasence, Frankie Howerd, George Burns, Steve Martin.
- Músicos: Aerosmith, Alice Cooper, Bee Gees, Billy Preston, Dianne Steinberg, Donovan, Earth, Wind & Fire, Paul Nicholas, Peter Frampton, Sandy Farina.